# منتخب فنلندا لكرة الطائرة للرجال
منتخب فنلندا الوطني لكرة الطائرة للرجال (بالفنلندية: Suomen miesten lentopallomaajoukkue)‏ هو ممثل فنلندا الرسمي في المنافسات الدولية في كرة طائرة في فئة كرة الطائرة للرجال.

## وصلات خارجية
- الموقع الرسمي